# Helvius Cinna
Helvius Cinna, död 44 f.Kr., var en romersk skald (epos, epigram, kärleksdikter). Han var son till Lucius Cornelius Cinna.
På Caesars dödsdag blev han lynchad av misstag, därför att han förväxlades med en annan Cinna, som tillhörde Caesars mördare.
Cinnas litterära berömmelse grundades på hans magnum opus Zmyrna , en mytologisk episk dikt fokuserad på den incestuösa kärlek Smyrna (eller Myrrha) kände för sin far Cinyras , behandlad på de alexandrinska poeternas lärda och allusiva sätt. Han var en vän till Catullus (dikt 10, 29-30: Meus sodalis / Cinna est Gaius ). När Zmyrna färdigställdes cirka 55 f.Kr. hyllades det av Catullus som en stor prestation.